# Titi Pasir
Titi Pasir is een bestuurslaag in het regentschap Aceh Tenggara van de provincie Atjeh, Indonesië. Titi Pasir telt 897 inwoners (volkstelling 2010).